# Gabrielle Solis

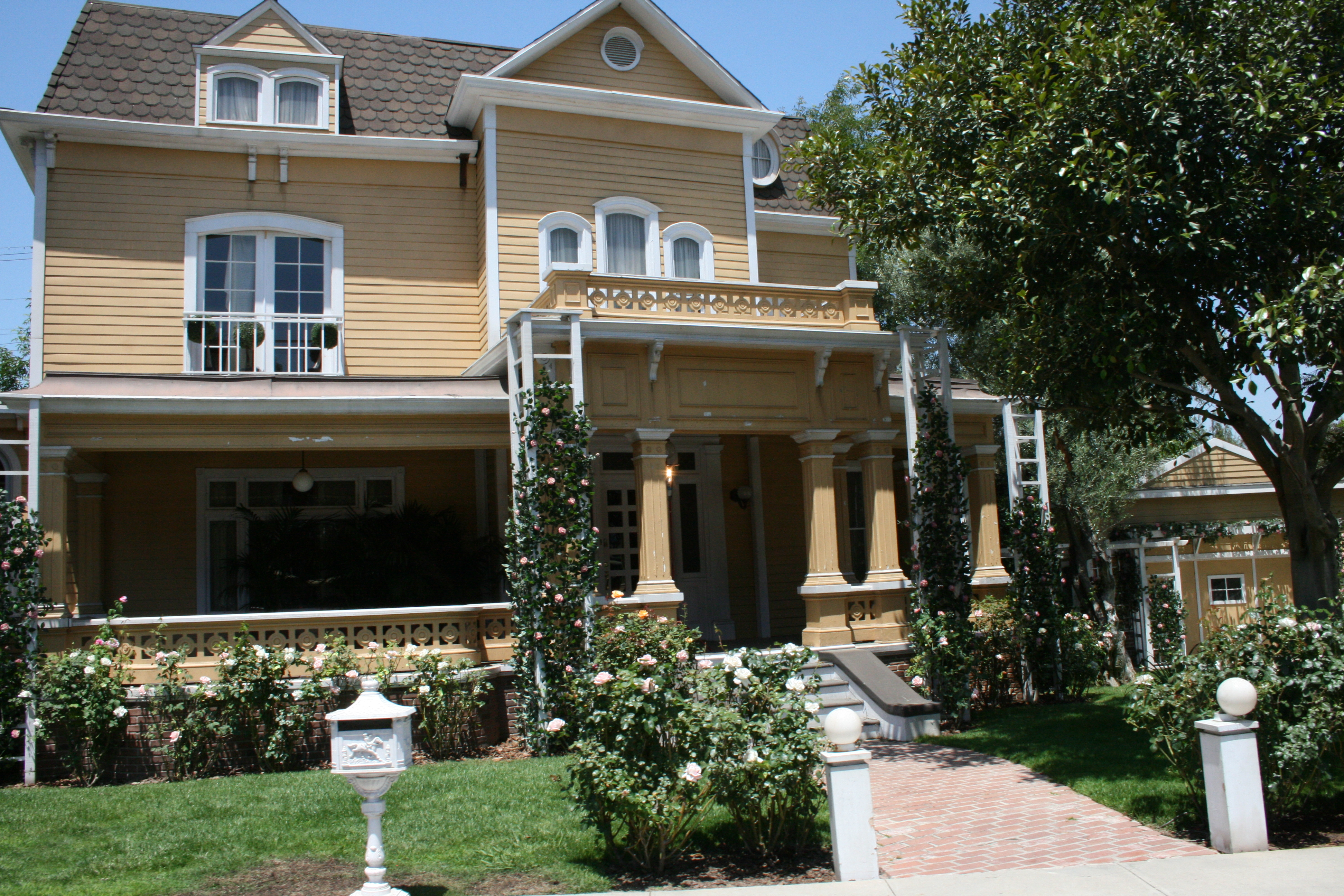
Casa de Gabrielle en Wisteria Lane

Gabrielle "Gaby" Solís (nacida Márquez) (México, 22 de enero de 1976) es un personaje ficticio de la serie Desperate Housewives de la ABC y es interpretado por Eva Longoria.
Gabrielle,  es provocativa, lo que quiere lo obtiene, es frívola, pero aun así a veces reconoce su lado humano.

## Historia
"...debí ver lo infeliz que era, pero no pude; sólo vi su ropa de París, su joyería de Platino, y su nuevo reloj de diamantes; si hubiera mirado más de cerca, hubiera visto que Gabrielle se ahogaba desesperadamente buscando un salvavidas..."
 Mary Alice Young

"Hija, ya creciste. Creo que es el momento de tener una charla de madre-hija. La familia de tu padre es una escoria. ¿Alguna pregunta?"
 Gabrielle Solís

"Digamos que corto en tres a Dorothy, tu muñeca preferida, una parte la pongo en el jardín, otra la pongo en el triturador. ¿Cuánto queda de Dorothy?"
 Gabrielle Solís (Desesperate Houswives)

## Anteriormente
Gabrielle nació en Las Colinas, Texas, en 1976, donde vivió con su madre, padre, hermano y hermana, llevando una vida muy humilde.  Cuando tenía 5 años su padre murió de cáncer, desde entonces su madre tuvo varios novios, hasta casarse con Alejandro, a los 15 años su padrastro la violó hecho que desencadenaría su huida con 15 años a Nueva York donde consiguió convertirse en una modelo de éxito. Se retiró cuando se casó con el empresario Carlos Solis.

## Primera temporada
Gabrielle, tras casarse con Carlos un hombre muy rico y abandonar su carrera como modelo, tiene un amorío con su jardinero, John (menor de edad). La madre de Carlos los visita y descubre el engaño de Gabrielle, pero un día Andrew (hijo de Bree), alcoholizado, atropella con su auto a la señora, causándole coma. Y en el hospital la madre de Carlos despierta pero cae de las escaleras y muere sin poder decir nunca que su nuera tiene un amante. Después, Carlos es encarcelado por tener esclavos y más tarde con arresto domiciliario cambia las píldoras anticonceptivas de Gabrielle por simples pastillas, dejándola embarazada de alguno de los dos.
Gabrielle enojada al saber lo de sus pastillas le grita que tiene un amante y después cuando Carlos descubre que le es infiel con su jardinero, pero piensa que es Justin (otro jardinero), va a su casa y lo golpea hasta que llega la policía porque "rompió" su arresto y atacó a alguien, entonces lo vuelven a encerrar.

## Segunda temporada
Con su esposo en prisión, Gabrielle se enfrenta a su nueva libertad. Embarazada, Gabrielle procura buscar al jardinero John con quién sostuvo una relación clandestina. Sin embargo, Gabrielle se da cuenta de que ama a Carlos y de que está muy arrepentida de su infidelidad. Cuando las cosas parecían estar bien, un extraño entra a su casa y al intentar huir de él, Gabrielle cae de las escaleras, por lo que pierde a su hijo. Como secuela de este accidente, Gabrielle queda incapacitada para tener más bebés. A causa de esto, hace su aparición la madre de Gabrielle (Lucía) y se ofrece para ser la madre sustituta de su hijo. Gabrielle no acepta ya que sabe que ésta es tan solo una excusa por parte de su madre para depender económicamente de Carlos, además de que Gabrielle es reacia a tener un hijo de nuevo. Aquí es donde aparece la Hermana Mary Bernard, quien ayuda a Carlos a salir de la cárcel y después empieza a controlar a Carlos diciéndole que debe obligar a Gabrielle a querer tener hijos, cuando menos adoptados, y si Gabrielle se niega, proponerle la separación religiosa. La confrontación entre ambas culmina con una batalla en una Iglesia donde la Hermana Mary Bernard termina enviada a Alaska. El suceso hace reflexionar a Gabrielle y decide, a fin de cuentas, tener un hijo con Carlos. Debido a que no pueden tener hijos biológicos, contratan a una estríper embarazada para que les venda su bebé en cuanto éste nazca. Sin embargo, la chica está llevando a cabo esta acción sin consultarlo con el padre del bebé. Cuando nace la bebé (Lily) el padre regresa a reclamar por su hija, pero Carlos y Gabrielle se la roban. Al final, los verdaderos padres de Lily terminan obteniendo la custodia de la niña quedando Gabrielle y Carlos desolados. Durante los últimos capítulos, la pareja consigue hallar una manera de tener un hijo: tomar a su sirvienta, Xiao-Mei, como madre sustituta para que sea ella quien lleve a su hijo en el vientre. La joven acepta después de una amplia disputa. Sin embargo, con lo que Gabrielle no cuenta es que Carlos iba a terminar sintiéndose atraído por Xiao-Mei. En el episodio final de la temporada, Gabrielle sorprende a Carlos teniendo relaciones sexuales con Xiao-Mei. En consecuencia, arremete contra su esposo lanzando todas sus cosas por la ventana y echándolo de su casa. Por otro lado, manifiesta su odio por Xiao-Mei y la hace quedarse a trabajar para ella contra su voluntad hasta que nazca el bebé.

## Tercera temporada
Durante la boda de Bree y Orson, Xiao-Mei, rompe aguas para tener a su hijo. Al parecer el laboratorio se confundió y puso un bebé negro de otra persona en el vientre de la china, causando el enojo de Gaby. Gabrielle realiza los trámites para su divorcio, con la repartición de bienes, etcétera; generando varias situaciones cómicas con Carlos, quien la había engañado con Xiao-Mei a fines de la temporada pasada. Luego, al ser convencida por Vern, su consejero de moda, comienza a enseñar en una escuela de belleza en donde debe tratar con las niñas y con los padres de las mismas. Zach Young se presenta en su vida como admirador secreto, pretendiendo ser más que un amigo a través de diferentes métodos. Cuando el recientemente adulto y millonario le hace creer que pasaron la noche juntos y le propone matrimonio, lo aleja agresivamente de su vida. Gabrielle conoce al candidato a alcalde de Fairview, Victor Lang, y se enamora de él, hasta tal punto que tiene problemas con su exesposa y con la ley, al creerse con derecho de hacer lo que quiere por estar comprometida con él. El día de su casamiento, Gaby descubre que Victor solo la quería para obtener votos de la parte latina de la población porque Gabrielle es mexicana así que con el vestido de novia, Gabrielle por venganza a Victor, se acuesta con Carlos.

## Cuarta temporada
Al inicio de la temporada ella y Carlos tenían planeado huir juntos de Wisteria Lane pero sus planes fueron frustrados por el falso suicidio de Edie, Carlos le dice que no puede dejarla, ella propone iniciar una aventura ya que su esposo Victor la deja mucho tiempo sola y pone más atención a su carrera política.
Victor se entera de que ella tuvo una aventura con John su ex jardinero adolescente y solo piensa en como callarlo por medio de dinero.
Ella sigue su aventura con Carlos Solís pero en uno de sus escapes se encuentra con John Rowland su ex jardinero que está casado y pronto será padre y le dice que quiere estar otra vez a su lado, pero con Carlos cerca, ella lo rechaza, Carlos se entera y termina con Gabrielle para esperar a que ambos dejen a sus actuales parejas, pero antes Edie sospecha que Carlos le es infiel con Gabrielle y los manda a seguir hasta que son fotografiados besándose, Edie le lleva las fotos a Victor que solo piensa en su carrera política.
Después Victor lleva a Gabrielle a un viaje en bote, ella es advertida por Carlos de que lo sabe todo y cree que Victor la quiere matar así que lo ataca y lo arroja al mar, luego llama a Carlos asustada y juntos rescatan a Victor, él y Carlos comienzan a luchar y Gabrielle lo vuelve a arrojar al mar. Juntos Carlos y Gaby hacen parecer que Victor se suicidó, pero la policía encuentra a Victor inconsciente, él amenaza a Gabrielle que se vengará por lo que le hicieron.
Cuando un tornado está a punto de llegar a Wisteria Lane Gabrielle planea dejar la calle junto a Carlos, pero él solo espera los números de las cuentas de su dinero para irse, Edie las recibe en nombre de Gabrielle y después ambas luchan y el viento se lleva los papeles, ella y Edie se ocultan en casa de ésta del tornado. Victor busca a Carlos e inician una lucha que trae como resultado la muerte de él y la ceguera de Carlos.
Gabrielle se casa de nuevo con Carlos y se quedan sin un centavo cuando Milton el padre de Victor se queda con todo y Carlos pierde su dinero. Carlos consigue una perra guía y Gabrielle se molesta, ellos alquilan el cuarto de visitantes a Ellie una artista que resulta ser una traficante de drogas.
En el final de temporada Gabrielle trata de entregar a Ellie, pero ella olvida su oso de peluche con 118.000 mil dólares que Gabrielle conserva, Ellie regresa por su dinero pero la policía la sigue y después de luchar contra Gabrielle se esconde en casa de Katherine donde Wayne la mata. Gabrielle al igual que las otras desesperadas declaran ante la policía a favor de Katherine por el asesinato de Wayne.

## Quinta temporada
Han pasado cinco años desde el final de la temporada anterior, ahora Gabrielle tiene dos hijas, Celia y Juanita. Su aspecto ha cambiado mucho debido al estresante trabajo como madre. Juanita está invitada a una fiesta de princesas, ellas van a una tienda a comprar un vestido, donde no encuentran uno de su talla, la mujer de la tienda le dice que no tienen vestidos para niñas de 7 años, Gabrielle le dice que su hija solo tiene 4 años y nueve meses. En la fiesta Gaby escucha cómo las demás madres hablan del sobrepeso de Juanita y que Gabrielle es de esas mamás que no sabe decir: ¨No¨. Gaby hace que Juanita siga el coche corriendo hasta llegar a casa, pero ella se cansa y decide tomar el autobús. Gabrielle se queja con Carlos de como es su apariencia, de que incluso Edie apenas le reconocía, pero él le dice que en su cabeza siempre la recuerda hermosa. Después del incendio se descubre que Carlos puede ser operado para recuperar su vista, tras la cirugía Gabrielle lo obliga a tomar un millonario puesto en una empresa, pero luego descubre que el dueño le es infiel a su mujer así que decide chantajearlo pero Carlos la convence de decir la verdad a la esposa, pero esta enloquece y mata a su marido, quedando la empresa en manos de Carlos y volviendo millonaria a su familia otra vez. Al final de la temporada una tía de Carlos enferma así que pide a su familia que cuide a su nieta Ana, sobrina de Carlos. Carlos acepta cuidarla, contra Gabrielle, quien luego descubre que la "inocente" Ana es bastante superficial e interesada.

## Sexta temporada
Gabrielle y Carlos reciben en su casa a Ana, sobrina de Carlos.
Situaciones inesperadas se presentan entre ellas la vuelta de John Rowland. Gaby tiene una discusión con la directora del colegio en donde Juanita asiste; Gaby saca a Juanita del colegio e intenta darle clases particulares en su casa sin éxito.
Luego de que termine su enfrentamiento con Lynette por la mentira de su embarazo, Gaby se preocupa por la relación entre Ana y Danny Bolen.
Gabrielle consigue trabajo como modelo para Ana en Nueva York. Seguidamente Danny la alcanza. Angie Bolen y Gaby van en su busca pero sin querer son descubiertas por el eco terrorista Patrick Logan. Al final Gabrielle ayuda a Nick a rescatar a Danny y Angie de las manos de Patrick.

## Séptima temporada
Gabrielle descubre que una de sus hijas fue cambiada después de nacer, esto acosa mucho a Gaby, a lo cual la niña va a vivir con ellos pero se tiene que ir, porque Juanita su hija, se siente amenazada por esto, a lo cual Gaby desahoga sus sentimientos comprando una muñeca (Princesa Valerie), que lleva a todas partes, una noche que salen a cenar ella y Carlos, ella pone la muñeca en la parte de atrás con el cinturón, pero los asaltan y les roban el auto y la muñeca, esto ocasiona que acuda a terapia, su terapeuta la insta a que exprese sus sentimientos lo que da como resultado que cuente que fue violada cuando era adolescente, entonces la psicóloga le dice que vaya a su pueblo "Las Colinas" a leerle una carta a la tumba de su padrastro, el violador, lo hace pero eso ocasiona que él se entere, ya que solamente fingió su muerte, así que comienza a buscarla y la encuentra, un día quiere entrar a su casa a lastimarla amenazándola supuestamente con un arma, justo en ese momento llega Carlos y lo golpea fuertemente con un candelero ocasionándole la muerte. Entonces llegan sus amigas y le ayudan a esconder el cadáver, en eso termina la séptima temporada y es el misterio de la octava.

## Octava temporada
En esta temporada Gabrielle es acosada por su padrastro Alejandro que pensaban que ya había fallecido, al principio de la temporada estando en una fiesta Carlos asesina al padrastro de Gaby cuando ve a través de la ventana que Gaby está tirada al suelo y es intimidada por Alejandro. Lynette, Susan y Bree lo saben y entierran a Alejandro ayudando a Gaby en medio del bosque y encubren a Carlos. Se enfadan entre ellas, Susan y Carlos se sienten muy culpables y quieren confesar, Lynette intenta olvidarlo, Bree acude a su gran amigo, el alcohol y Carlos hace lo mismo, lo que hace que éste acabe en rehabilitación y Gaby tenga que cuidar sola de Juanita y Celia.

## Curiosidades
- Gabrielle Solís es el personaje de todo el elenco que aparece primero durante el episodio piloto, pues aunque Mary Alice aparece en secuencia de atención, se ve a Gaby corriendo.
- Marc Cherry ha comentado en varias entrevistas que el papel de Gabrielle estaba pensado para una latina guapísima porque le encantaba la idea de tener una chica despampanante en la serie. Roselyn Sánchez llegó a las pruebas finales junto a Eva Longoria, ganándolo finalmente esta última.
- En España el personaje de Gabrielle está doblada por Mercedes Cepeda y en el doblaje ABC está doblada por Ivette González y en el doblaje mexicano está doblada por Erica Edwards.
- Eva Longoria odiaba ser morena cuando niña, ya que sus hermanas que eran rubias la apodaban "prieta fea".
- Eva Longoria no leyó el guion para participar, solo leyó su parte. Al saber esto Marc Cherry supo que ella iba a ser Gabrielle Solís por un acto tan "egoísta", tal como lo era el personaje.
- En todas las versiones latinas de Desperate Housewives, el personaje de Gabrielle se llama Gabriela Solís.
- El papel de su hija es interpretado por la hermana de Demi Lovato, Madison De La Garza.

- Datos: Q846155